# Lac Efteni
Le lac Efteni (turc : Efteni Gölü) est un lac naturel situé dans la province de Düzce, entre le district de Gölyaka et celui de Düzce. Le lac et les zones humides qui l'entourent constituent une zone de nidification pour plusieurs espèces d'oiseaux migrateurs et font l'objet de mesures de conservation, un parc naturel national est créé en 1992.